# 蘋果之歌
《蘋果之歌》（りんごのうた，Ringo no Uta／A Song of Apples）是日本音樂家椎名林檎的第九張單曲，由東芝EMI／Virgin Music於2003年11月25日發行。在跨業合作部分，A面歌曲「蘋果之歌」成為日本NHK節目‘大家之歌’節目主題曲。初回生產限定盤為「特殊黑痣仕樣盒」。
在單曲銷售成績方面，本張單曲在日本Oricon銷售榜上最高位居單週第2名，名列2004年年度銷售榜第85位。而在銷售認證上，單曲《蘋果之歌》銷售突破10萬張，在2003年11月通過日本唱片協會認定為金唱片。

## 單曲概要
《蘋果之歌》是椎名林檎繼2003年1月發表《莖(STEM)～諸侯出遊篇～》後，睽違十個月的新單曲，也是椎名林檎日後以樂團東京事變出道前，以個人名義所發行的最後一張單曲。同時，歌曲「蘋果之歌」更為NHK節目「大家之歌」的主題曲。歌曲「蘋果之歌」最早在椎名林檎第三次日本巡迴演唱會《雙六高潮》中演唱，日後也有被收錄至影音專輯中。之後，樂團東京事變改編了歌曲「蘋果之歌」，並改以「蘋果之歌」為名收錄至首張專輯《教育》中，然而東京事變演唱的版本並沒有收錄至椎名林檎的專輯裡。
同時，這也是椎名林檎點痣後的首張作品，而椎名林檎也將點痣創意發揮到極限，她特地在單曲的塑膠盒子上印製一個黑點，當單曲封面放入塑膠盒中時，就會發現那顆黑點準確地對在椎名林檎的嘴角上，如此以來她的痣又回來了。日後，唱片公司將A面歌曲以特別曲收錄至2008年11月25日發行的套裝專輯《MoRA》中，藉以慶祝椎名林檎出道十週年。
至於單曲發行的時間恰逢椎名林檎出道屆滿五年，為了慶祝出道五年，椎名林檎特地選在她的生日11月25日發行。而在單曲發售時程上，新單曲發行的消息最早於2003年9月19日就在官網上發佈，到了11月6日則在官方網站上發表單曲的音樂錄影帶。日本於11月25日發行Copy Control的版本，台灣也於當天同步發行進口版與台壓版。後來因為Copy Control的格式已經絕版，則改成CD-DA格式收垃，並與椎名林檎出道十周年紀念專輯《我·放電》一同於2008年7月2日發售。
最後，在單曲銷售成績方面，本張單曲在發行當週以2.2萬張的銷售量在日本Oricon銷售榜2003年12月第一週（11月24日發表）付的榜單上位居第八名，而在單曲發售日前就登上銷售排行榜前十名的紀錄是繼歌手中森明菜的單曲《北翼》後第二次發生。之後，在日本Oricon銷售榜上最高位居單週第2名，總計在Oriocn銷售榜上榜13週，累積銷售達11.4萬張，名列2004年年度銷售榜第85位。同時，單曲銷售突破10萬張，在2003年11月通過日本唱片協會認定為金唱片。

### 音樂錄影帶

MV為歷年造型的總回顧

在歌曲「蘋果之歌」的音樂錄影帶中，導演番場秀一、松本正明將主軸定位為椎名林檎出道以來造型的總回顧，像是出道作品「幸福論」的學生服裝、歌曲「本能」的護士服、「石膏」的蕾絲造型，甚至是「罪與罰」的紅色緊身衣等都出現在音樂錄影帶中，而劇組也重現了當時拍音樂錄影帶的場景。甚至連當時因為懷孕的緣故而改成動畫版音樂錄影帶的歌曲「真夜中的純潔」，也以原本拍攝的造型登場。
但椎名林檎本人並沒有再度穿上這些服裝，而是請到演員富田靖子、麻生久美子及歌舞伎演員中村七之助三人跨刀演出。演員富田靖子在音樂錄影帶中模仿歌曲「本能」中，穿護士服出拳的動作；演員麻生久美子則是模仿歌曲「石膏」中，懷抱吉他的鏡頭；歌舞伎演員中村七之助則演出歌曲「莖」中，彈古箏的畫面。

### 跨業合作
- 「蘋果之歌」

（日本放送協會）兒童節目‘大家之歌’的主題曲

## 曲目
| 曲序     | 曲目                    | 词曲     | 編曲     | 时长  |
| -------- | ----------------------- | -------- | -------- | ----- |
| 1.       | 蘋果之歌                | 椎名林檎 | 服部隆之 | 3:29  |
| 2.       | la salle de bain        | 椎名林檎 | 齋藤毅   | 4:07  |
| 3.       | 蘋果目錄-黑子時代再編輯 | 椎名林檎 | 井上雨邇 | 4:48  |
| 总时长： | 总时长：                | 总时长： | 总时长： | 12:23 |

### CD
1. 蘋果之歌（日語：りんごのうた　さくし・さっきょく／しいなりんご　へんきょく／はっとりたかゆき）　３分２９秒
  - 樂團東京事變改編後，收錄於其專輯《教育》專輯中

椎名林檎為了讓自己的孩子看的懂順便傳達暗示性的語言給他，因此椎名林檎統一使用平假名來寫作，與之前使用假名遺的方式有極大的差異，編曲也採用小孩子較喜歡的拉丁風格[6]。特別的是蘋果之歌更是椎名林檎以往的許多招牌歌混音而成，連音樂錄影帶也集合了出道以來所有的造型[7][8]。
2. la sale de bain（日語：la salle de bain）　４分７秒
  - 取自於《勝訴的新宿舞孃》，收錄在《我．放電》專輯中

本首歌曲取自於椎名林檎第二張原創專輯《勝訴的新宿舞孃》的歌曲「浴室」，不但歌詞被改編成英文，連歌曲名稱都改以法語的浴室「la sale de bain」紀載。這首重新改編的歌曲最早收錄在音樂MV專輯《性治療~第三輯~》中，在發行當時有人提及到「在音樂MV專輯內收錄新曲，這是一件好事情嗎？」，椎名林檎回覆說：「我們盡量會將新曲收錄在CD中。」而現在正是將問題解決的時候。
3. 蘋果目錄-黑子時代再編輯（日語：リンゴカタログ〜 黒子時代再編纂）　４分４８秒
  - 無收錄於專輯

單曲製作人井上雨邇將椎名林檎過去所發行的三張原創專輯做一個總整理，他也表示因為拍子的緣故，在歌曲的整理上花費非常多的時間。而歌詞中有一部分則是取自於被整理的歌曲。

### DVD
1. 蘋果之歌（日語：りんごのうた）　
  - 在音樂錄影帶中播放著椎名林檎之前每一張單曲音樂錄影帶中的模樣，希望能讓大家看到椎名林檎的成長與轉變。
2. 特別附加影像（日語：おまけ映像 〜unplugged mole〜）
  - 單純只有椎名林檎穿著之前所有的造型亮相，一邊彈奏蘋果之歌。

## 演出人員及後製
| １蘋果之歌 ３分２９秒 ２la sale de bain ４分７秒 | ３蘋果目錄-黑子時代再編輯 ４分４８秒 後製資訊 DVD映像工作人員 |

## 浴室歌曲版本
| 曲名            | 收錄專輯       | 年份   | 編曲     | 其他資訊                       |
| --------------- | -------------- | ------ | -------- | ------------------------------ |
| 浴室            | 勝訴的新宿舞孃 | 2000年 | 龜田誠治 | 日文歌詞                       |
| la sale de bain | 蘋果之歌       | 2003年 | 齋藤毅   | 英文歌詞                       |
| 浴室            | 平成風俗       | 2007年 | 齋藤毅   | 一開始日文歌詞，後來是英文歌詞 |

## 蘋果之歌歌曲版本
| 曲名     | 收錄專輯         | 年份   | 編曲     | 其他資訊 |
| -------- | ---------------- | ------ | -------- | -------- |
| 蘋果之歌 | 蘋果之歌         | 2003年 | 服部隆之 | 輕快版本 |
| 蘋果之歌 | 東京事變《教育》 | 2004年 | 東京事變 | 樂團版本 |

## 銷售排行

### Oricon 銷售榜(日本)
《蘋果之歌》於11月25日發行單曲。發行首週，在日本公信榜Oricon的單曲榜2003年12月第1週付的榜單中以22,360張銷售量居單週第8名，同週冠軍是銷售量突破28萬大關的搖滾樂團Mr.Children的單曲「掌/Kurumi」，第二名則是銷售9萬張的R&B雙人組合化學超男子的單曲「YOUR NAME NEVER GONE/Now or Never/You Got Me」。第二週則以銷售量48,529張位居第2位，創下本張單曲最高的單週排行名次。總計《蘋果之歌》在日本公信榜Oricon的單曲榜上榜13週，累積銷售達11.4萬張。同時在2003年年銷售榜中，《蘋果之歌》以11.4萬張銷售量居全年第85名。
| 名稱                    | Oricon銷售榜 | 初登場 | 初登場  | 最高  | 最高    | 總銷售量 | 累積上榜次數 |
| 名稱                    | Oricon銷售榜 | 排 行  | 銷售量  | 排 行 | 銷售量  | 總銷售量 | 累積上榜次數 |
| ----------------------- | ------------ | ------ | ------- | ----- | ------- | -------- | ------------ |
| 2003年11月25日 蘋果之歌 | 週銷售排行榜 | #8     | 22,360  | #2    | 48,529  | 114,499  | 13週         |
| 2003年11月25日 蘋果之歌 | 月銷售排行榜 | #6     | 100,188 | #6    | 100,188 | 114,499  | 13週         |
| 2003年11月25日 蘋果之歌 | 年銷售排行榜 | #85    | 114,499 | #85   | 114,499 | 114,499  | 13週         |

### 其他銷售榜
| 排行榜名稱                         | 最高排名 |
| ---------------------------------- | -------- |
| (日本) Soundscan：CD Single Top 20 | #2       |
| (日本) CDTV Top 100                | #2       |

### 銷售認證
| 認證單位              | 銷量             |
| --------------------- | ---------------- |
| (日本) RIAJ：單曲銷售 | 金唱片 (100,000) |

## 發行歷史
| 國家 | 發行日期       | 發行形式       | 唱片公司                      | 商品編號   |
| ---- | -------------- | -------------- | ----------------------------- | ---------- |
| 日本 | 2003年11月25日 | CCCD           | 東芝EMI／Virgin Music         | TOCT-4774  |
| 台灣 | 2003年11月25日 | CD(進口初回盤) | 東芝EMI／Virgin Music         | TOCT-4774  |
| 台灣 | 2003年11月25日 | CD(台壓盤)     | 科藝百代                      | 55372703   |
| 日本 | 2008年7月2日   | CD             | EMI Music Japan／Virgin Music | TOCT-40198 |

## 脚注